# Gustave Akueson
Gustave Akueson (Ermont, 20 dicembre 1995) è un calciatore francese naturalizzato togolese, difensore del Bastia.

## Carriera

### Club
Ha giocato tra la terza e la quinta divisione francese.

### Nazionale
Il 9 ottobre 2021 ha esordito con la nazionale togolese giocando l'incontro pareggiato 1-1 contro il Rep. del Congo, valido per le qualificazioni al campionato mondiale di calcio 2022.

## Statistiche

### Cronologia presenze e reti in nazionale
| Cronologia completa delle presenze e delle reti in nazionale ― Togo | Cronologia completa delle presenze e delle reti in nazionale ― Togo | Cronologia completa delle presenze e delle reti in nazionale ― Togo | Cronologia completa delle presenze e delle reti in nazionale ― Togo | Cronologia completa delle presenze e delle reti in nazionale ― Togo | Cronologia completa delle presenze e delle reti in nazionale ― Togo | Cronologia completa delle presenze e delle reti in nazionale ― Togo | Cronologia completa delle presenze e delle reti in nazionale ― Togo |
| Data                                                                | Città                                                               | In casa                                                             | Risultato                                                           | Ospiti                                                              | Competizione                                                        | Reti                                                                | Note                                                                |
| ------------------------------------------------------------------- | ------------------------------------------------------------------- | ------------------------------------------------------------------- | ------------------------------------------------------------------- | ------------------------------------------------------------------- | ------------------------------------------------------------------- | ------------------------------------------------------------------- | ------------------------------------------------------------------- |
| 9-10-2021                                                           | Lomé                                                                | Togo                                                                | 1 – 1                                                               | Rep. del Congo                                                      | Qual. Mondiali 2022                                                 | -                                                                   | 82’                                                                 |
| 12-10-2021                                                          | Brazzaville                                                         | Rep. del Congo                                                      | 1 – 2                                                               | Togo                                                                | Qual. Mondiali 2022                                                 | -                                                                   | 80’                                                                 |
| 6-9-2024                                                            | Lomé                                                                | Togo                                                                | 1 – 1                                                               | Liberia                                                             | Qual. Coppa d'Africa 2025                                           | -                                                                   | 66’                                                                 |
| 9-9-2024                                                            | Malabo                                                              | Guinea Equatoriale                                                  | 2 – 2                                                               | Togo                                                                | Qual. Coppa d'Africa 2025                                           | -                                                                   |                                                                     |
| 10-10-2024                                                          | Annaba                                                              | Algeria                                                             | 5 – 1                                                               | Togo                                                                | Qual. Coppa d'Africa 2025                                           | -                                                                   | 79’                                                                 |
| Totale                                                              |                                                                     | Presenze                                                            | 5                                                                   |                                                                     | Reti                                                                | 0                                                                   |                                                                     |

## Palmarès

### Club

#### Competizioni nazionali
- Championnat National 2: 1

Versailles: 2021-2022